# Tingomaria hydrophila
Tingomaria hydrophila is een hooiwagen uit de familie Gonyleptidae.